# سه بزرگ (ترکیه)
سه بزرگ (ترکی استانبولی: Üç büyükler) نام مستعار سه باشگاه ورزشی موفق در ترکیه است که هر سه آن‌ها در استانبول، بزرگترین شهر ترکیه قرار دارد. تیم‌های فوتبال بشیکتاش، فنرباغچه و گالاتاسرای رقابت بزرگی دارند و معمولاً مدعی اصلی رقابت‌ها هستند. در مجموع ۵۵ قهرمانی از ۶۲ قهرمانی سوپر لیگ فوتبال ترکیه را در اختیار دارند. هیچ‌کدام از آن‌ها از سوپر لیگ فوتبال ترکیه جدا نشده‌اند، که از سال ۱۹۵۹ در تمام دوره‌ها حضور داشته‌اند؛ پایین‌ترین موقعیتی که هر یک از آن‌ها به دست آورده‌است ۱۰ام، فنرباغچه، در حالی که پایین‌ترین موقعیت بشیکتاش و گالاتاسرای ۱۱ام است.
تنها دو باشگاه دیگر در خارج از سه بزرگ، سوپر لیگ فوتبال ترکیه را به دست آورده‌اند؛ تیم ترابزون‌اسپور دارای عنوان چهارمین تیم پرافتخار سوپر لیگ فوتبال ترکیه با ۶ قهرمانی است و بورسااسپور یک بار در فصل ۱۰–۲۰۰۹ به جمع قهرمانان پیوست  باشاک شهیر نیز یک بار در فصل ۲۰۱۹-۲۰به قهرمانی رسید. گالاتاسرای بیشترین قهرمانی را دارد.